# Список гімнастів на літніх Олімпійських іграх 2020
У цій статті представлено список гімнастів, що представлятимуть свої відповідні країни на літніх Олімпійських іграх 2020 у Токіо (Японія) від 24 липня до 8 серпня 2021 року. В Іграх візьмуть участь гімнасти трьох дисциплін (спортивна гімнастика, художня гімнастика і стрибки на батуті).

## Спортивна гімнастика (чоловіки)
|                     | Ім'я              | Країна        | Дата народження               |
| ------------------- | ----------------- | ------------- | ----------------------------- |
| Наймолодший учасник | Ілля Ковтун       | Україна (UKR) | 10 серпня 2003 (вік 17 років) |
| Найстарший учасник  | Маріан Драгулеску | Румунія (ROU) | 18 грудня 1980 (вік 40 років) |

### Командна першість
| НОК                              | Ім'я                     | Дата народження                  | Рідне місто             | Резерви                                                                |
| -------------------------------- | ------------------------ | -------------------------------- | ----------------------- | ---------------------------------------------------------------------- |
| Бразилія (BRA)                   | Франсіску Баррету Жуніор | 31 жовтня 1989 (вік 31 рік)      | Рібейран-Прету          | - TBD                                                                  |
| Бразилія (BRA)                   | Артур Маріано            | 18 вересня 1993 (вік 27 років)   | Сан-Паулу               | - TBD                                                                  |
| Бразилія (BRA)                   | Діогу Соарес             | 12 квітня 2002 (вік 19 років)    | Пірасікаба              | - TBD                                                                  |
| Бразилія (BRA)                   | Каю Соуза                | 12 вересня 1993 (вік 27 років)   | Волта Редонда           | - TBD                                                                  |
| Китай (CHN)                      | Лін Чаопан               | 27 серпня 1995 (вік 25 років)    | Цюаньчжоу               | - Ден Шуді - Хуан Мінці - Лань Сін'юй - Вен Хао - Чжан Бохен           |
| Китай (CHN)                      | Сун Вей                  | 12 серпня 1995 (вік 25 років)    | Цзянсу                  | - Ден Шуді - Хуан Мінці - Лань Сін'юй - Вен Хао - Чжан Бохен           |
| Китай (CHN)                      | Сяо Жотен                | 30 січня 1996 (вік 25 років)     | Пекін                   | - Ден Шуді - Хуан Мінці - Лань Сін'юй - Вен Хао - Чжан Бохен           |
| Китай (CHN)                      | Цзоу Цзиньюань           | 3 січня 1998 (вік 23 роки)       | Їбінь                   | - Ден Шуді - Хуан Мінці - Лань Сін'юй - Вен Хао - Чжан Бохен           |
| Китайський Тайбей (TPE)          | Лі Чхіхкай               | 3 квітня 1996 (вік 25 років)     | Їлань                   | - TBD                                                                  |
| Китайський Тайбей (TPE)          | Shiao Yu-jan             | 9 грудня 1999 (вік 21 рік)       | Тайбей                  | - TBD                                                                  |
| Китайський Тайбей (TPE)          | Tang Chia-hung           | 23 вересня 1996 (вік 24 роки)    | Тайбей                  | - TBD                                                                  |
| Китайський Тайбей (TPE)          | Yu Chao-wei              | 22 жовтня 1993 (вік 27 років)    | Таоюань                 | - TBD                                                                  |
| Німеччина (GER)                  | Лукас Даузер             | 15 червня 1993 (вік 28 років)    | Еберсберг               | - Нік Клессінґ                                                         |
| Німеччина (GER)                  | Нільс Дункель            | 20 лютого 1997 (вік 24 роки)     | Ерфурт                  | - Нік Клессінґ                                                         |
| Німеччина (GER)                  | Філіпп Гердер            | 21 жовтня 1992 (вік 28 років)    | Берлін                  | - Нік Клессінґ                                                         |
| Німеччина (GER)                  | Андреас Тоба             | 7 жовтня 1990 (вік 30 років)     | Ганновер                | - Нік Клессінґ                                                         |
| Велика Британія (GBR)            | Джо Фрейзер              | 6 грудня 1998 (вік 22 роки)      | Бірмінгем               | - Джейк Джармен                                                        |
| Велика Британія (GBR)            | Джеймс Голл              | 6 жовтня 1995 (вік 25 років)     | Мейдстоун               | - Джейк Джармен                                                        |
| Велика Британія (GBR)            | Джарнні Реджіні-Морен    | 2 серпня 1998 (вік 22 роки)      | Ґрейвсенд               | - Джейк Джармен                                                        |
| Велика Британія (GBR)            | Макс Вітлок              | 13 січня 1993 (вік 28 років)     | Гемел Гемпстед          | - Джейк Джармен                                                        |
| Японія (JPN)                     | Дайкі Гашимото           | 7 серпня 2001 (вік 19 років)     | Тіба                    | - TBD                                                                  |
| Японія (JPN)                     | Казума Кая               | 19 листопада 1996 (вік 24 роки)  | Фунабасі (Тіба)         | - TBD                                                                  |
| Японія (JPN)                     | Такеру Кітазоно          | 21 жовтня 2002 (вік 18 років)    | Осака                   | - TBD                                                                  |
| Японія (JPN)                     | Ватару Танігава          | 23 липня 1996 (вік 25 років)     | Фунабасі (Тіба)         | - TBD                                                                  |
| Олімпійський комітет Росії (ROC) | Денис Аблязін            | 03 серпня 1992 (вік 28 років)    | Пенза                   | - TBD                                                                  |
| Олімпійський комітет Росії (ROC) | Давид Белявський         | 23 лютого 1992 (вік 29 років)    | Єкатеринбург            | - TBD                                                                  |
| Олімпійський комітет Росії (ROC) | Артур Далалоян           | 26 квітня 1996 (вік 25 років)    | Москва                  | - TBD                                                                  |
| Олімпійський комітет Росії (ROC) | Микита Нагорний          | 12 лютого 1997 (вік 24 роки)     | Ростов-на-Дону          | - TBD                                                                  |
| Південна Корея (KOR)             | Кім Хан Сол              | 29 грудня 1995 (вік 25 років)    | Сеул                    | - Lee Jung-hyo                                                         |
| Південна Корея (KOR)             | Lee Jun-ho               | 22 жовтня 1995 (вік 25 років)    | Сеул                    | - Lee Jung-hyo                                                         |
| Південна Корея (KOR)             | Ryu Sung-hyun            | 22 жовтня 2002 (вік 18 років)    | Сеул                    | - Lee Jung-hyo                                                         |
| Південна Корея (KOR)             | Ян Хак Сон               | 6 грудня 1992 (вік 28 років)     | Кванджу                 | - Lee Jung-hyo                                                         |
| Іспанія (ESP)                    | Нестор Абад              | 29 березня 1993 (вік 28 років)   | Мадрид                  | - TBD                                                                  |
| Іспанія (ESP)                    | Тьєрно Діалло            | 22 листопада 2000 (вік 20 років) | Манреза                 | - TBD                                                                  |
| Іспанія (ESP)                    | Ніколау Мір              | 10 травня 2000 (вік 21 рік)      | Пальма                  | - TBD                                                                  |
| Іспанія (ESP)                    | Хоель Плата              | 20 березня 1998 (вік 23 роки)    | Барселона               | - TBD                                                                  |
| Швейцарія (SUI)                  | Крістіан Бауманн         | 25 лютого 1995 (вік 26 років)    | Leutwil                 | - TBD                                                                  |
| Швейцарія (SUI)                  | Пабло Бреггер            | 27 листопада 1992 (вік 28 років) | Обербюрен               | - TBD                                                                  |
| Швейцарія (SUI)                  | Бенджамін Гішар          | 17 листопада 1995 (вік 25 років) | Herzogenbuchsee         | - TBD                                                                  |
| Швейцарія (SUI)                  | Едді Юсоф                | 2 жовтня 1994 (вік 26 років)     | Бюлах                   | - TBD                                                                  |
| Україна (UKR)                    | Ілля Ковтун              | 10 серпня 2003 (вік 17 років)    | Черкаси                 | - TBD                                                                  |
| Україна (UKR)                    | Петро Пахнюк             | 26 листопада 1991 (вік 29 років) | Київ                    | - TBD                                                                  |
| Україна (UKR)                    | Ігор Радівілов           | 19 жовтня 1992 (вік 28 років)    | Маріуполь               | - TBD                                                                  |
| Україна (UKR)                    | Євген Юденков            | 10 квітня 1993 (вік 28 років)    | Донецьк                 | - TBD                                                                  |
| США (USA)                        | Броуді Мелоун            | 7 січня 2000 (вік 21 рік)        | Саммервілл (Джорджія)   | - Камерон Бок - Аллан Бауер - Брендон Бріонес - Алекс Діаб - Акаш Моді |
| США (USA)                        | Семюель Мікулак          | 13 жовтня 1992 (вік 28 років)    | Ньюпорт-Біч             | - Камерон Бок - Аллан Бауер - Брендон Бріонес - Алекс Діаб - Акаш Моді |
| США (USA)                        | Юл Молдауер              | 24 серпня 1996 (вік 24 роки)     | Арвада (Колорадо)       | - Камерон Бок - Аллан Бауер - Брендон Бріонес - Алекс Діаб - Акаш Моді |
| США (USA)                        | Шейн Віскус              | 1 жовтня 1998 (вік 22 роки)      | Спрінг-Парк (Міннесота) | - Камерон Бок - Аллан Бауер - Брендон Бріонес - Алекс Діаб - Акаш Моді |

### Індивідуальна першість
| НОК                              | Ім'я                  | Дата народження                  | Рідне місто                         |
| -------------------------------- | --------------------- | -------------------------------- | ----------------------------------- |
| Албанія (ALB)                    | Матвій Петров         | 16 липня 1990 (вік 31 рік)       | Прага                               |
| Вірменія (ARM)                   | Артур Давтян          | 8 серпня 1992 (вік 28 років)     | Єреван                              |
| Австралія (AUS)                  | Тайсон Бул            | 21 травня 1993 (вік 28 років)    | Мельбурн                            |
| Азербайджан (AZE)                | Іван Тихонов          | 21 квітня 1996 (вік 25 років)    | Сизрань                             |
| Бразилія (BRA)                   | Артур Занетті         | 16 квітня 1990 (вік 31 рік)      | Сан-Каетану-ду-Сул                  |
| Болгарія (BUL)                   | Девід Гаддлстон       | 9 серпня 2000 (вік 20 років)     | Гаага                               |
| Канада (CAN)                     | Рене Курнуає          | 23 квітня 1997 (вік 24 роки)     | Repentigny, Quebec                  |
| Чилі (CHI)                       | Томас Гонсалес        | 22 листопада 1985 (вік 35 років) | Сантьяго                            |
| Китай (CHN)                      | Лю Ян                 | 10 вересня 1994 (вік 26 років)   | Аньшань                             |
| Китай (CHN)                      | Ю Хао                 | 26 квітня 1992 (вік 29 років)    | Сюйчжоу                             |
| Хорватія (CRO)                   | Тін Србич             | 11 вересня 1996 (вік 24 роки)    | Загреб                              |
| Кіпр (CYP)                       | Маріос Георгіу        | 10 листопада 1997 (вік 23 роки)  | Лімасол                             |
| Чехія (CZE)                      | Девід Йєссен          | 5 грудня 1996 (вік 24 роки)      | Плантейшен, Сполучені Штати Америки |
| Єгипет (EGY)                     | Омар Мохамед          | 10 лютого 1999 (вік 22 роки)     | Александрія                         |
| Франція (FRA)                    | Самір Аїт Саїд        | 1 листопада 1989 (вік 31 рік)    | Шампіньї-сюр-Марн                   |
| Франція (FRA)                    | Лорі Фраска           | 3 липня 1995 (вік 26 років)      | Форбак                              |
| Франція (FRA)                    | Сіріл Томмасон        | 4 липня 1987 (вік 34 роки)       | Віллербанн                          |
| Греція (GRE)                     | Елефтеріос Петруніас  | 30 листопада 1990 (вік 30 років) | Афіни                               |
| Гонконг (HKG)                    | Шек Вай Хун           | 10 жовтня 1991 (вік 29 років)    | Гонконг                             |
| Ірландія (IRL)                   | Ріс Мак-Кленаган      | 21 липня 1999 (вік 22 роки)      | Ньютаунардс                         |
| Ізраїль (ISR)                    | Артем Долгопят        | 16 червня 1997 (вік 24 роки)     | Дніпро                              |
| Ізраїль (ISR)                    | Олександр Шатілов     | 22 березня 1987 (вік 34 роки)    | Ташкент                             |
| Італія (ITA)                     | Людовіко Едаллі       | 18 грудня 1993 (вік 27 років)    | Бусто-Арсіціо                       |
| Італія (ITA)                     | Марко Лодадіо         | 24 березня 1992 (вік 29 років)   | Фраскаті                            |
| Японія (JPN)                     | Кохей Камеяма         | 28 грудня 1988 (вік 32 роки)     | Сендай                              |
| Японія (JPN)                     | Утімура Кохей         | 3 січня 1989 (вік 32 роки)       | Ісахая                              |
| Казахстан (KAZ)                  | Мілад Карімі          | 21 червня 1999 (вік 22 роки)     | Алмати                              |
| Литва (LTU)                      | Роберт Творогал       | 5 жовтня 1994 (вік 26 років)     | Вільнюс                             |
| Малайзія (MAS)                   | Loo Phay Xing         | 28 вересня 1997 (вік 23 роки)    | Пінанг                              |
| Мексика (MEX)                    | Даніель Корраль       | 25 січня 1990 (вік 31 рік)       | Енсенада                            |
| Нідерланди (NED)                 | Барт Деурлоо          | 23 лютого 1991 (вік 30 років)    | Ріддеркерк                          |
| Нідерланди (NED)                 | Епке Зондерланд       | 16 квітня 1986 (вік 35 років)    | Геренвен                            |
| Нова Зеландія (NZL)              | Михайло Кудінов       | 23 червня 1991 (вік 30 років)    | Владивосток                         |
| Нігерія (NGR)                    | Уче Еке               | 12 серпня 1997 (вік 23 роки)     | Бруквілл                            |
| Норвегія (NOR)                   | Софус Геґґемснес      | 13 липня 1999 (вік 22 роки)      | Осло                                |
| Філіппіни (PHI)                  | Карлос Юло            | 16 лютого 2000 (вік 21 рік)      | Малате                              |
| Румунія (ROU)                    | Маріан Драгулеску     | 18 грудня 1980 (вік 40 років)    | Бухарест                            |
| Олімпійський комітет Росії (ROC) | Олександр Карцев      | 31 грудня 2001 (вік 19 років)    | Владимир                            |
| Олімпійський комітет Росії (ROC) | Владислав Поляшов     | 4 квітня 1995 (вік 26 років)     | Чебоксари                           |
| Південна Корея (KOR)             | Shin Jae-hwan         | 3 березня 1998 (вік 23 роки)     | Сеул                                |
| Іспанія (ESP)                    | Райдейлей Сапата      | 26 травня 1993 (вік 28 років)    | Лас-Пальмас-де-Гран-Канарія         |
| Швеція (SWE)                     | Давід Румбутіс        | 17 березня 2000 (вік 21 рік)     | Ельвсбюн                            |
| Туреччина (TUR)                  | Ферхат Арікан         | 28 липня 1993 (вік 27 років)     | Ізмір                               |
| Туреччина (TUR)                  | Адем Азіл             | 21 лютого 1999 (вік 22 роки)     | Александрія                         |
| Туреччина (TUR)                  | Ібрагім Чолак         | 7 січня 1995 (вік 26 років)      | Ізмір                               |
| Туреччина (TUR)                  | Ахмет Ондер           | 11 липня 1996 (вік 25 років)     | Стамбул                             |
| США (USA)                        | Алек Йодер            | 21 січня 1997 (вік 24 роки)      | Індіанаполіс                        |
| Узбекистан (UZB)                 | Расулджон Абдурахімов | 10 жовтня 1996 (вік 24 роки)     | Ташкент                             |
| В'єтнам (VIE)                    | Đinh Phương Thành     | 3 вересня 1995 (вік 25 років)    | Ханой                               |
| В'єтнам (VIE)                    | Lê Thanh Tùng         | 24 жовтня 1995 (вік 25 років)    | Хошимін                             |

## Спортивна гімнастика (жінки)
|                     | Ім'я              | Країна           | Дата народження               |
| ------------------- | ----------------- | ---------------- | ----------------------------- |
| Наймолодша учасниця | Ютта Веркест      | Бельгія (BEL)    | 11 жовтня 2005 (вік 15 років) |
| Найстарша учасниця  | Оксана Чусовітіна | Узбекистан (UZB) | 19 червня 1975 (вік 46 років) |

### Командна першість
| НОК                              | Ім'я                       | Дата народження                  | Рідне місто                  | Резерви                                                   |
| -------------------------------- | -------------------------- | -------------------------------- | ---------------------------- | --------------------------------------------------------- |
| Бельгія (BEL)                    | Маллісе Брассарт           | 22 червня 2001 (вік 20 років)    | Уккел                        | - Фін Енґелс - Нумі Лауон                                 |
| Бельгія (BEL)                    | Ніна Дервал                | 26 березня 2000 (вік 21 рік)     | Сінт-Трейден                 | - Фін Енґелс - Нумі Лауон                                 |
| Бельгія (BEL)                    | Ліса Вален                 | 10 серпня 2004 (вік 16 років)    | Бонейден                     | - Фін Енґелс - Нумі Лауон                                 |
| Бельгія (BEL)                    | Ютта Веркест               | 11 жовтня 2005 (вік 15 років)    | Мехелен                      | - Фін Енґелс - Нумі Лауон                                 |
| Канада (CAN)                     | Еллі Блек                  | 8 вересня 1995 (вік 25 років)    | Галіфакс                     | - Лорі Деномме - Емма Спенс - Роуз-Кейн Ву - Вікторія Ву  |
| Канада (CAN)                     | Бруклін Мурс               | 23 лютого 2001 (вік 20 років)    | Кембридж (Онтаріо)           | - Лорі Деномме - Емма Спенс - Роуз-Кейн Ву - Вікторія Ву  |
| Канада (CAN)                     | Шелон Олсен                | 10 липня 2000 (вік 21 рік)       | Суррей (Британська Колумбія) | - Лорі Деномме - Емма Спенс - Роуз-Кейн Ву - Вікторія Ву  |
| Канада (CAN)                     | Ава Стюарт                 | 30 вересня 2005 (вік 15 років)   | Bowmanville, Ontario         | - Лорі Деномме - Емма Спенс - Роуз-Кейн Ву - Вікторія Ву  |
| Китай (CHN)                      | Лу Юфей                    | 28 березня 2000 (вік 21 рік)     | Чженчжоу                     | - Хе Лічен - Лю Тінтін - Луо Жуй - Чі Чі - Вей Сяоюань    |
| Китай (CHN)                      | Оу Юйшань                  | 13 січня 2004 (вік 17 років)     | Гуандун                      | - Хе Лічен - Лю Тінтін - Луо Жуй - Чі Чі - Вей Сяоюань    |
| Китай (CHN)                      | Тан Сіцзін                 | 3 січня 2003 (вік 18 років)      | Пекін                        | - Хе Лічен - Лю Тінтін - Луо Жуй - Чі Чі - Вей Сяоюань    |
| Китай (CHN)                      | Чжан Цзинь                 | 25 листопада 2000 (вік 20 років) | Шанхай                       | - Хе Лічен - Лю Тінтін - Луо Жуй - Чі Чі - Вей Сяоюань    |
| Франція (FRA)                    | Марін Буає                 | 22 травня 2000 (вік 21 рік)      | Сен-Бенуа (Реюньйон)         | - Колін Девіяр - Селія Сербер                             |
| Франція (FRA)                    | Мелані де Хесус дус Сантус | 5 березня 2000 (вік 21 рік)      | Шельшер                      | - Колін Девіяр - Селія Сербер                             |
| Франція (FRA)                    | Алін Фрієз                 | 5 липня 2003 (вік 18 років)      | Оберне                       | - Колін Девіяр - Селія Сербер                             |
| Франція (FRA)                    | Кароланн Едуї              | 2 грудня 2003 (вік 17 років)     | Анже                         | - Колін Девіяр - Селія Сербер                             |
| Німеччина (GER)                  | Кім Буї                    | 20 січня 1989 (вік 32 роки)      | Енінген                      | - Емелі Пец                                               |
| Німеччина (GER)                  | Пауліна Шефер              | 4 січня 1997 (вік 24 роки)       | Хемніц                       | - Емелі Пец                                               |
| Німеччина (GER)                  | Елізабет Зайц              | 4 листопада 1993 (вік 27 років)  | Штутгарт                     | - Емелі Пец                                               |
| Німеччина (GER)                  | Сара Вос                   | 21 жовтня 1999 (вік 21 рік)      | Дормаген                     | - Емелі Пец                                               |
| Велика Британія (GBR)            | Дженніфер Гадірова         | 04 жовтня 2004 (вік 16 років)    | Ейлсбері                     | - Джорджія-Мей Фентон                                     |
| Велика Британія (GBR)            | Джессіка Гадірова          | 04 жовтня 2004 (вік 16 років)    | Ейлсбері                     | - Джорджія-Мей Фентон                                     |
| Велика Британія (GBR)            | Еліс Кінселла              | 13 березня 2001 (вік 20 років)   | Бірмінгем                    | - Джорджія-Мей Фентон                                     |
| Велика Британія (GBR)            | Емілі Морган               | 31 травня 2003 (вік 18 років)    | Portishead                   | - Джорджія-Мей Фентон                                     |
| Італія (ITA)                     | Аліса Д'Амато              | 07 лютого 2003 (вік 18 років)    | Генуя                        | - TBD                                                     |
| Італія (ITA)                     | Асія Д'Амато               | 07 лютого 2003 (вік 18 років)    | Генуя                        | - TBD                                                     |
| Італія (ITA)                     | Ванесса Феррарі            | 10 листопада 1990 (вік 30 років) | Дженівольта                  | - TBD                                                     |
| Італія (ITA)                     | Мартіна Маджо              | 26 липня 2001 (вік 19 років)     | Віллазанта                   | - TBD                                                     |
| Японія (JPN)                     | Хітомі Хатакеда            | 1 вересня 2000 (вік 20 років)    | Токіо                        | - Асука Терамото                                          |
| Японія (JPN)                     | Юна Хірайва                | 21 листопада 1998 (вік 22 роки)  | Токіо                        | - Асука Терамото                                          |
| Японія (JPN)                     | Маї Муракамі               | 5 серпня 1996 (вік 24 роки)      | Саґаміхара (Канаґава)        | - Асука Терамото                                          |
| Японія (JPN)                     | Айко Суґіхара              | 19 вересня 1999 (вік 21 рік)     | Хіґасіосака                  | - Асука Терамото                                          |
| Нідерланди (NED)                 | Ейтора Торсдоттір          | 10 серпня 1998 (вік 22 роки)     | Портюгал                     | - Елзе Ґертс - Наомі Віссер                               |
| Нідерланди (NED)                 | Вера ван Пол               | 17 грудня 1993 (вік 27 років)    | Амстердам                    | - Елзе Ґертс - Наомі Віссер                               |
| Нідерланди (NED)                 | Ліке Веверс                | 17 вересня 1991 (вік 29 років)   | Геренвен                     | - Елзе Ґертс - Наомі Віссер                               |
| Нідерланди (NED)                 | Санне Веверс               | 17 вересня 1991 (вік 29 років)   | Геренвен                     | - Елзе Ґертс - Наомі Віссер                               |
| Олімпійський комітет Росії (ROC) | Лілія Ахаїмова             | 17 березня 1997 (вік 24 роки)    | Санкт-Петербург              | - TBD                                                     |
| Олімпійський комітет Росії (ROC) | Вікторія Лістунова         | 12 травня 2005 (вік 16 років)    | Москва                       | - TBD                                                     |
| Олімпійський комітет Росії (ROC) | Ангеліна Мельникова        | 18 липня 2000 (вік 21 рік)       | Воронеж                      | - TBD                                                     |
| Олімпійський комітет Росії (ROC) | Владислава Уразова         | 14 серпня 2004 (вік 16 років)    | Ростов-на-Дону               | - TBD                                                     |
| Іспанія (ESP)                    | Лаура Бечдеху              | 9 травня 2000 (вік 21 рік)       | Жирона                       | - TBD                                                     |
| Іспанія (ESP)                    | Marina González            | 15 грудня 2002 (вік 18 років)    | Малґрат-да-Мар               | - TBD                                                     |
| Іспанія (ESP)                    | Alba Petisco               | 1 лютого 2003 (вік 18 років)     | Вілярино-де-лос-Айрес        | - TBD                                                     |
| Іспанія (ESP)                    | Roxana Popa                | 2 червня 1997 (вік 24 роки)      | Мадрид                       | - TBD                                                     |
| США (USA)                        | Сімона Байлс               | 14 березня 1997 (вік 24 роки)    | Спрінг (Техас)               | - Кайла Ді Селло - Кара Ікер - Емма Малабуйо - Ліенн Вонґ |
| США (USA)                        | Джордан Чайлз              | 15 квітня 2001 (вік 20 років)    | Ванкувер (Вашингтон)         | - Кайла Ді Селло - Кара Ікер - Емма Малабуйо - Ліенн Вонґ |
| США (USA)                        | Суніса Лі                  | 9 березня 2003 (вік 18 років)    | Сент-Пол (Міннесота)         | - Кайла Ді Селло - Кара Ікер - Емма Малабуйо - Ліенн Вонґ |
| США (USA)                        | Грейс Мак-Калум            | 30 жовтня 2002 (вік 18 років)    | Айсанті (Міннесота)          | - Кайла Ді Селло - Кара Ікер - Емма Малабуйо - Ліенн Вонґ |

### Індивідуальна першість
| НОК                              | Ім'я                 | Дата народження                 | Рідне місто         |
| -------------------------------- | -------------------- | ------------------------------- | ------------------- |
| Аргентина (ARG)                  | Ебігейл Магістраті   | 29 грудня 2003 (вік 17 років)   | Ла-Плата (місто)    |
| Австралія (AUS)                  | Джорджия Ґодвін      | 28 жовтня 1997 (вік 23 роки)    | Southport           |
| Австралія (AUS)                  | Емілі Вайтгед        | 11 грудня 2000 (вік 20 років)   | Mornington          |
| Австрія (AUT)                    | Еліза Геммерле       | 10 грудня 1995 (вік 25 років)   | Лустенау            |
| Азербайджан (AZE)                | Марина Некрасова     | 19 квітня 1995 (вік 26 років)   | Воронеж             |
| Білорусь (BLR)                   | Ганна Траукова       | 01 серпня 2001 (вік 19 років)   | Гродно              |
| Бразилія (BRA)                   | Ребека Андраде       | 8 травня 1999 (вік 22 роки)     | Гуарульюс           |
| Бразилія (BRA)                   | Флавія Сарайва       | 30 вересня 1999 (вік 21 рік)    | Ріо-де-Жанейро      |
| Кайманові Острови (CAY)          | Реґан Рутті          | 14 січня 2002 (вік 19 років)    | East End            |
| Чилі (CHI)                       | Сімона Кастро        | 11 січня 1989 (вік 32 роки)     | Сантьяго            |
| Китай (CHN)                      | Фань Їлінь           | 11 листопада 1999 (вік 21 рік)  | Шанхай              |
| Китай (CHN)                      | Ґуань Ченьчень       | 25 вересня 2004 (вік 16 років)  | Хубей               |
| Китайський Тайбей (TPE)          | Ting Hua-tien        | 11 жовтня 2002 (вік 18 років)   | Тайбей              |
| Коста-Рика (CRC)                 | Лусіана Альварадо    | 16 вересня 2002 (вік 18 років)  | Сан-Хосе            |
| Хорватія (CRO)                   | Ана Джерек           | 4 вересня 1998 (вік 22 роки)    | Спліт               |
| Куба (CUB)                       | Марсія Відьйо        | 21 липня 1999 (вік 22 роки)     | Мансанільйо         |
| Чехія (CZE)                      | Анета Голасова       | 22 лютого 2001 (вік 20 років)   | Прага               |
| Єгипет (EGY)                     | Зейна Ібрагім        | 20 червня 2003 (вік 18 років)   | Александрія         |
| Єгипет (EGY)                     | Манді Мохамед        | 23 лютого 2000 (вік 21 рік)     | Гарлемермер         |
| Угорщина (HUN)                   | Софія Ковач          | 6 квітня 2000 (вік 21 рік)      | Дунауйварош         |
| Індія (IND)                      | Пранаті Наяк         | 6 квітня 1995 (вік 26 років)    | Pingla              |
| Ірландія (IRL)                   | Меґан Раян           | 3 квітня 2002 (вік 19 років)    | Корк                |
| Ізраїль (ISR)                    | Ліхі Рац             | 14 вересня 2003 (вік 17 років)  | Рамат-га-Шарон      |
| Італія (ITA)                     | Лара Морі            | 26 липня 1998 (вік 22 роки)     | Монтеваркі          |
| Ямайка (JAM)                     | Данусія Френсіс      | 13 травня 1994 (вік 27 років)   | Kenilworth, U.K.    |
| Японія (JPN)                     | Урара Ашікава        | 8 березня 2003 (вік 18 років)   | Фудзі               |
| Малайзія (MAS)                   | Фара Анн Абдуль Хаді | 3 травня 1994 (вік 27 років)    | Субанг-Джая         |
| Мексика (MEX)                    | Алекса Морено        | 8 серпня 1994 (вік 26 років)    | Мехікалі            |
| Норвегія (NOR)                   | Юльє Еріксен         | 15 серпня 2001 (вік 19 років)   | Берген              |
| Перу (PER)                       | Аріана Оррего        | 25 вересня 1998 (вік 22 роки)   | Ліма                |
| Польща (POL)                     | Габріела Янік        | 10 березня 1993 (вік 28 років)  | Краків              |
| Португалія (POR)                 | Філіпа Мартінс       | 9 січня 1996 (вік 25 років)     | Порту               |
| Румунія (ROU)                    | Марія Холбуре        | 16 вересня 2000 (вік 20 років)  | Констанца           |
| Румунія (ROU)                    | Ларіса Йордаке       | 19 червня 1996 (вік 25 років)   | Бухарест            |
| Олімпійський комітет Росії (ROC) | Олена Герасимова     | 21 червня 2004 (вік 17 років)   | Чебоксари           |
| Олімпійський комітет Росії (ROC) | Анастасія Ільянкова  | 12 січня 2001 (вік 20 років)    | Ленінськ-Кузнецький |
| Сінгапур (SGP)                   | Tan Sze En           | 19 жовтня 2000 (вік 20 років)   | Сінгапур            |
| Словаччина (SVK)                 | Барбора Мокосова     | 10 березня 1997 (вік 24 роки)   | Братислава          |
| ПАР (RSA)                        | Навен Даріс          | 29 жовтня 2001 (вік 19 років)   | Йоганнесбург        |
| ПАР (RSA)                        | Кейтлін Роскрантз    | 5 листопада 2001 (вік 19 років) | Йоганнесбург        |
| Південна Корея (KOR)             | Лі Юн Со             | 5 березня 2003 (вік 18 років)   | Сеул                |
| Південна Корея (KOR)             | Йо Ср Чон            | 20 лютого 2002 (вік 19 років)   | Yongin              |
| Шрі-Ланка (SRI)                  | Мілка Гехані         | 24 квітня 2003 (вік 18 років)   | Коломбо             |
| Швеція (SWE)                     | Юнна Адлертеґ        | 6 червня 1995 (вік 26 років)    | Ескільстуна         |
| Швейцарія (SUI)                  | Джулія Штайнгрубер   | 24 березня 1994 (вік 27 років)  | Gossau              |
| Туреччина (TUR)                  | Назли Савранбаши     | 9 жовтня 2003 (вік 17 років)    | Ізмір               |
| Україна (UKR)                    | Діана Варінська      | 22 березня 2001 (вік 20 років)  | Київ                |
| США (USA)                        | Джейд Кері           | 27 травня 2000 (вік 21 рік)     | Фінікс              |
| США (USA)                        | Мікейла Скіннер      | 9 грудня 1996 (вік 24 роки)     | Гілберт (Аризона)   |
| Узбекистан (UZB)                 | Оксана Чусовітіна    | 19 червня 1975 (вік 46 років)   | Ташкент             |

## Художня гімнастика
|                     | Ім'я              | Країна            | Дата народження                  |
| ------------------- | ----------------- | ----------------- | -------------------------------- |
| Наймолодша учасниця | Ламан Алімурадова | Азербайджан (AZE) | 29 листопада 2004 (вік 16 років) |
| Найстарша учасниця  | Рут Кастільо      | Мексика (MEX)     | 16 вересня 1990 (вік 30 років)   |

### Індивідуальне багатоборство
| НОК                              | Ім'я                      | Дата народження                  | Рідне місто            |
| -------------------------------- | ------------------------- | -------------------------------- | ---------------------- |
| Австралія (AUS)                  | Лідія Яковлева            | 28 серпня 2003 (вік 17 років)    | Брисбен                |
| Азербайджан (AZE)                | Зохра Агамірова           | 8 серпня 2001 (вік 19 років)     | Баку                   |
| Білорусь (BLR)                   | Аліна Горносько           | 9 серпня 2001 (вік 19 років)     | Мінськ                 |
| Білорусь (BLR)                   | Анастасія Салос           | 18 лютого 2002 (вік 19 років)    | Барнаул                |
| Болгарія (BUL)                   | Боряна Калейн             | 23 серпня 2000 (вік 20 років)    | Софія                  |
| Болгарія (BUL)                   | Катрін Тасева             | 24 листопада 1997 (вік 23 роки)  | Самоков                |
| Кабо-Верде (CPV)                 | Марсія Лопес              | 06 грудня 2001 (вік 19 років)    | Сан-Вісенте            |
| Єгипет (EGY)                     | Хабіба Марзук             | 14 травня 2002 (вік 19 років)    | Каїр                   |
| Грузія (GEO)                     | Саломе Пажава             | 03 вересня 1997 (вік 23 роки)    | Тбілісі                |
| Угорщина (HUN)                   | Фанні Пігніцкі            | 23 січня 2000 (вік 21 рік)       | Будапешт               |
| Ізраїль (ISR)                    | Ліной Ашрам               | 13 травня 1999 (вік 22 роки)     | Рішон-ле-Ціон          |
| Ізраїль (ISR)                    | Nicol Zelikman            | 30 січня 2001 (вік 20 років)     | Кфар-Сава              |
| Італія (ITA)                     | Александра Аджурджукулезе | 15 січня 2001 (вік 20 років)     | Удіне                  |
| Італія (ITA)                     | Мілена Бальдассаррі       | 16 жовтня 2001 (вік 19 років)    | Равенна                |
| Японія (JPN)                     | Суміте Кіта               | 11 січня 2001 (вік 20 років)     | Токіо                  |
| Японія (JPN)                     | Тісакі Ойва               | 20 листопада 2001 (вік 19 років) | Нода                   |
| Казахстан (KAZ)                  | Аліна Аділханова          | 26 вересня 2001 (вік 19 років)   | Караганда              |
| Мексика (MEX)                    | Рут Кастільо              | 16 вересня 1990 (вік 30 років)   | Гвадалахара (Мексика)  |
| Олімпійський комітет Росії (ROC) | Аріна Аверіна             | 13 серпня 1998 (вік 22 роки)     | Москва                 |
| Олімпійський комітет Росії (ROC) | Діна Аверіна              | 13 серпня 1998 (вік 22 роки)     | Москва                 |
| Словенія (SLO)                   | Катерина Вєдєнєєва        | 23 червня 1994 (вік 27 років)    | Іркутськ               |
| Україна (UKR)                    | Вікторія Онопрієнко       | 18 жовтня 2003 (вік 17 років)    | Київ                   |
| Україна (UKR)                    | Христина Погранична       | 13 травня 2003 (вік 18 років)    | Львів                  |
| США (USA)                        | Евіта Ґріскенас           | 3 грудня 2000 (вік 20 років)     | Орланд-Парк (Іллінойс) |
| США (USA)                        | Лаура Зенг                | 14 жовтня 1999 (вік 21 рік)      | Лібертівілл (Іллінойс) |
| Узбекистан (UZB)                 | Сабіна Ташкенбаєва        | 27 листопада 2000 (вік 20 років) | Ташкент                |

### Групове багатоборство
| НОК                              | Ім'я                  | Дата народження                  | Рідне місто                | Резерви                                |
| -------------------------------- | --------------------- | -------------------------------- | -------------------------- | -------------------------------------- |
| Австралія (AUS)                  | Емілі Еббот           | 28 лютого 1997 (вік 24 роки)     | Аделаїда                   | - Александра Ідл                       |
| Австралія (AUS)                  | Александра Арістотелі | 24 травня 1997 (вік 24 роки)     | Bankstown                  | - Александра Ідл                       |
| Австралія (AUS)                  | Аланна Меттьюс        | 9 квітня 1999 (вік 22 роки)      | Attadale                   | - Александра Ідл                       |
| Австралія (AUS)                  | Хімека Онода          | 5 березня 1998 (вік 23 роки)     | Брисбен                    | - Александра Ідл                       |
| Австралія (AUS)                  | Фелісіті Вайт         | 25 вересня 2000 (вік 20 років)   | Sunnybank                  | - Александра Ідл                       |
| Азербайджан (AZE)                | Ламан Алімурадова     | 29 листопада 2004 (вік 16 років) | Баку                       | - TBD                                  |
| Азербайджан (AZE)                | Зейнаб Хумматова      | 6 грудня 1999 (вік 21 рік)       | Шекі                       | - TBD                                  |
| Азербайджан (AZE)                | Єлизавета Лузан       | 14 березня 2003 (вік 18 років)   | Баку                       | - TBD                                  |
| Азербайджан (AZE)                | Нарміна Самадова      | 10 червня 2004 (вік 17 років)    | Баку                       | - TBD                                  |
| Азербайджан (AZE)                | Дар'я Сорокіна        | 29 листопада 2002 (вік 18 років) | Баку                       | - TBD                                  |
| Білорусь (BLR)                   | Ганна Гайдукевич      | 26 березня 2001 (вік 20 років)   | Мінськ                     | - Ганна Швайба                         |
| Білорусь (BLR)                   | Anastasiya Malakanava | 1 травня 2003 (вік 18 років)     | Мінськ                     | - Ганна Швайба                         |
| Білорусь (BLR)                   | Анастасія Рибакова    | 23 квітня 2000 (вік 21 рік)      | Гродно                     | - Ганна Швайба                         |
| Білорусь (BLR)                   | Аріна Цициліна        | 9 жовтня 1998 (вік 22 роки)      | Barnaul, Russia            | - Ганна Швайба                         |
| Білорусь (BLR)                   | Karyna Yarmolenka     | 4 травня 2000 (вік 21 рік)       | Мінськ                     | - Ганна Швайба                         |
| Бразилія (BRA)                   | Марія Едуарда Аракакі | 12 серпня 2003 (вік 17 років)    | Масейо                     | - TBD                                  |
| Бразилія (BRA)                   | Беатріс Лінарес       | 4 лютого 2003 (вік 18 років)     | Флоріанополіс              | - TBD                                  |
| Бразилія (BRA)                   | Дебора Медрадо        | 13 липня 2002 (вік 19 років)     | Serra                      | - TBD                                  |
| Бразилія (BRA)                   | Ніколе Пірсіо         | 24 липня 2002 (вік 19 років)     | Лондрина                   | - TBD                                  |
| Бразилія (BRA)                   | Жеованна Сантус       | 15 лютого 2002 (вік 19 років)    | Pinheiros                  | - TBD                                  |
| Болгарія (BUL)                   | Сімона Д'янкова       | 7 грудня 1994 (вік 26 років)     | Варна                      | - TBD                                  |
| Болгарія (BUL)                   | Стефані Кір'якова     | 15 січня 2001 (вік 20 років)     | Бургас                     | - TBD                                  |
| Болгарія (BUL)                   | Мадлен Радуканова     | 14 травня 2000 (вік 21 рік)      | Софія                      | - TBD                                  |
| Болгарія (BUL)                   | Лаура Траетс          | 13 грудня 1998 (вік 22 роки)     | Софія                      | - TBD                                  |
| Болгарія (BUL)                   | Еріка Зафірова        | 7 травня 1999 (вік 22 роки)      | Кюстендил                  | - TBD                                  |
| Китай (CHN)                      | Ґуо Ціці              | 7 серпня 1998 (вік 22 роки)      | Шанхай                     | - TBD                                  |
| Китай (CHN)                      | Хао Тін               | 23 березня 2001 (вік 20 років)   | Нанкін                     | - TBD                                  |
| Китай (CHN)                      | Хуан Чжанцзяян        | 15 лютого 2000 (вік 21 рік)      | Ченду                      | - TBD                                  |
| Китай (CHN)                      | Лю Сінь               | 12 жовтня 1999 (вік 21 рік)      | Шанхай                     | - TBD                                  |
| Китай (CHN)                      | Сюй Яньшу             | 14 липня 1998 (вік 23 роки)      | Ляонін                     | - TBD                                  |
| Єгипет (EGY)                     | Логін Ельсасієд       | 1 січня 2003 (вік 18 років)      | Александрія                | - TBD                                  |
| Єгипет (EGY)                     | Поліна Фуда           | 17 червня 2003 (вік 18 років)    | Латвія                     | - TBD                                  |
| Єгипет (EGY)                     | Сальма Салех          | 19 грудня 2003 (вік 17 років)    | Каїр                       | - TBD                                  |
| Єгипет (EGY)                     | Малак Селім           | 1 травня 2003 (вік 18 років)     | Гіза                       | - TBD                                  |
| Єгипет (EGY)                     | Тіа Собхі             | 7 лютого 2003 (вік 18 років)     | Каїр                       | - TBD                                  |
| Ізраїль (ISR)                    | Офір Даян             | 12 березня 2000 (вік 21 рік)     | Рішон-ле-Ціон              | - TBD                                  |
| Ізраїль (ISR)                    | Яна Кармаренко        | 11 червня 2002 (вік 19 років)    | Холон                      | - TBD                                  |
| Ізраїль (ISR)                    | Наталі Райтс          | 1 липня 2002 (вік 19 років)      | Ізраїль                    | - TBD                                  |
| Ізраїль (ISR)                    | Юліана Телегіна       | 22 березня 2002 (вік 19 років)   | Тель-Авів                  | - TBD                                  |
| Ізраїль (ISR)                    | Карін Вексман         | 16 грудня 2001 (вік 19 років)    | Холон                      | - TBD                                  |
| Італія (ITA)                     | Марія Центофанті      | 19 травня 1998 (вік 23 роки)     | Рим                        | - TBD                                  |
| Італія (ITA)                     | Аньєзе Дуранті        | 18 грудня 2000 (вік 20 років)    | Сполето                    | - TBD                                  |
| Італія (ITA)                     | Алессія Мауреллі      | 22 серпня 1996 (вік 24 роки)     | Риволі                     | - TBD                                  |
| Італія (ITA)                     | Даніела Могурян       | 16 липня 2001 (вік 20 років)     | Падуя                      | - TBD                                  |
| Італія (ITA)                     | Мартіна Сантандреа    | 5 вересня 1999 (вік 21 рік)      | Бентівольйо                | - TBD                                  |
| Японія (JPN)                     | Сакура Носітані       | 29 вересня 1997 (вік 23 роки)    | Токіо                      | - Рінако Інакі - Ріе Мацубара          |
| Японія (JPN)                     | Саюрі Суґімото        | 25 січня 1996 (вік 25 років)     | Нагоя                      | - Рінако Інакі - Ріе Мацубара          |
| Японія (JPN)                     | Аюка Судзукі          | 27 вересня 1999 (вік 21 рік)     | Ампаті                     | - Рінако Інакі - Ріе Мацубара          |
| Японія (JPN)                     | Нанамі Такенака       | 2 грудня 1998 (вік 22 роки)      | Нагоя                      | - Рінако Інакі - Ріе Мацубара          |
| Японія (JPN)                     | Кіко Йокота           | 11 травня 1997 (вік 24 роки)     | Токіо                      | - Рінако Інакі - Ріе Мацубара          |
| Олімпійський комітет Росії (ROC) | Анастасія Близнюк     | 28 червня 1994 (вік 27 років)    | Пенза                      | - TBD                                  |
| Олімпійський комітет Росії (ROC) | Анастасія Максимова   | 27 червня 1991 (вік 30 років)    | Нижній Новгород            | - TBD                                  |
| Олімпійський комітет Росії (ROC) | Ангеліна Шкатова      | 25 січня 2001 (вік 20 років)     | Владимир                   | - TBD                                  |
| Олімпійський комітет Росії (ROC) | Анастасія Татарєва    | 19 липня 1997 (вік 24 роки)      | Москва                     | - TBD                                  |
| Олімпійський комітет Росії (ROC) | Аліса Тищенко         | 17 лютого 2004 (вік 17 років)    | Краснодар                  | - TBD                                  |
| Україна (UKR)                    | Маріола Боднарчук     | 23 березня 2002 (вік 19 років)   | Львів                      | - TBD                                  |
| Україна (UKR)                    | Дарина Дуда           | 29 листопада 2003 (вік 17 років) | Київ                       | - TBD                                  |
| Україна (UKR)                    | Єва Мелещук           | 29 вересня 2001 (вік 19 років)   | Київ                       | - TBD                                  |
| Україна (UKR)                    | Анастасія Возняк      | 9 грудня 1998 (вік 22 роки)      | Львів                      | - TBD                                  |
| Україна (UKR)                    | Марія Височанська     | 10 вересня 2002 (вік 18 років)   | Львів                      | - TBD                                  |
| США (USA)                        | Ізабелл Коннор        | 22 липня 2000 (вік 21 рік)       | Мангеттен-Біч (Каліфорнія) | - Єлизавета Мерензон - Гергана Петкова |
| США (USA)                        | Камілла Філі          | 14 листопада 1999 (вік 21 рік)   | Вілінг (Іллінойс)          | - Єлизавета Мерензон - Гергана Петкова |
| США (USA)                        | Лілі Мідзуно          | 4 лютого 2001 (вік 20 років)     | Нортбрук (Іллінойс)        | - Єлизавета Мерензон - Гергана Петкова |
| США (USA)                        | Єлизавета Плетньова   | 21 січня 2002 (вік 19 років)     | Вілінг (Іллінойс)          | - Єлизавета Мерензон - Гергана Петкова |
| США (USA)                        | Нікол Сладков         | 2 листопада 1999 (вік 21 рік)    | Вернон-Гіллс (Іллінойс)    | - Єлизавета Мерензон - Гергана Петкова |
| Узбекистан (UZB)                 | Ксенія Александрова   | 8 вересня 2000 (вік 20 років)    | Самарканд                  | - TBD                                  |
| Узбекистан (UZB)                 | Камола Ірназарова     | 25 квітня 2002 (вік 19 років)    | Ташкент                    | - TBD                                  |
| Узбекистан (UZB)                 | Дінара Равшанбекова   | 25 вересня 1999 (вік 21 рік)     | Ташкент                    | - TBD                                  |
| Узбекистан (UZB)                 | Севара Сафоєва        | 19 листопада 2002 (вік 18 років) | Навої                      | - TBD                                  |
| Узбекистан (UZB)                 | Нілюфар Шомурадова    | 7 липня 1999 (вік 22 роки)       | Навої                      | - TBD                                  |

## Стрибуни на батуті
| НОК                              | Ім'я               | Дата народження                | Рідне місто        | Резерви                  |
| -------------------------------- | ------------------ | ------------------------------ | ------------------ | ------------------------ |
| Австралія (AUS)                  | Домінік Кларк      | 4 січня 1997 (вік 24 роки)     | Плімут             | - TBD                    |
| Білорусь (BLR)                   | Владислав Гончаров | 2 грудня 1995 (вік 25 років)   | Вітебськ           | - TBD                    |
| Білорусь (BLR)                   | Іван Литвинович    | 26 червня 2001 (вік 20 років)  | Вілейка            | - TBD                    |
| Китай (CHN)                      | Дон Дон            | 13 квітня 1989 (вік 32 роки)   | Тайюань            | - Ван Сяоїн - Янь Лан'юй |
| Китай (CHN)                      | Ґао Лей            | 3 січня 1992 (вік 29 років)    | Шанхай             | - Ван Сяоїн - Янь Лан'юй |
| Колумбія (COL)                   | Анхель Ернандес    | 6 січня 1995 (вік 26 років)    | Albacete, Spain    | - TBD                    |
| Єгипет (EGY)                     | Сеїф Ассеф Шеріф   | 14 квітня 1995 (вік 26 років)  | Гіза               | - TBD                    |
| Франція (FRA)                    | Аллан Морант       | 13 серпня 1994 (вік 26 років)  | Дрансі             | - Жульян Шартьє          |
| Японія (JPN)                     | Рьосуке Сакай      | 24 липня 1997 (вік 24 роки)    | Канаґава           | - TBD                    |
| Японія (JPN)                     | Дайкі Кісі         | 22 вересня 1994 (вік 26 років) | Комацу             | - TBD                    |
| Нова Зеландія (NZL)              | Ділан Шмідт        | 7 січня 1997 (вік 24 роки)     | Southport          | - TBD                    |
| Португалія (POR)                 | Діогу Абреу        | 5 вересня 1993 (вік 27 років)  | Лісабон            | - TBD                    |
| Олімпійський комітет Росії (ROC) | Дмитро Ушаков      | 15 серпня 1988 (вік 32 роки)   | Краснодар          | - TBD                    |
| Олімпійський комітет Росії (ROC) | Андрій Юдін        | 6 червня 1996 (вік 25 років)   | Тольятті           | - TBD                    |
| Україна (UKR)                    | Микола Просторов   | 18 грудня 1994 (вік 26 років)  | Херсон             | - TBD                    |
| США (USA)                        | Олексій Шостак     | 8 лютого 1995 (вік 26 років)   | Лафаєтт (Луїзіана) | N/A                      |

## Стрибунки на батуті
| НОК                              | Ім'я              | Дата of birth                   | Hometown              | Reserves                       |
| -------------------------------- | ----------------- | ------------------------------- | --------------------- | ------------------------------ |
| Австралія (AUS)                  | Джессіка Пікерінґ | 24 квітня 2001 (вік 20 років)   | North Gosford         | - TBD                          |
| Канада (CAN)                     | Розі Макленнан    | 28 серпня 1988 (вік 32 роки)    | King City, Ontario    | - Соф'ян Мето - Сара Мілетт    |
| Канада (CAN)                     | Саманта Сміт      | 1 квітня 1992 (вік 29 років)    | Торонто               | - Соф'ян Мето - Сара Мілетт    |
| Китай (CHN)                      | Лю Лінлін         | 8 листопада 1994 (вік 26 років) | Фучжоу                | - Хуан Яньфей - Лінь Цяньці    |
| Китай (CHN)                      | Чжу Сюеїн         | 2 березня 1998 (вік 23 роки)    | Пекін                 | - Хуан Яньфей - Лінь Цяньці    |
| Єгипет (EGY)                     | Малак Хамза       | 5 листопада 2001 (вік 19 років) | Гіза                  | - TBD                          |
| Франція (FRA)                    | Леа Лабрусс       | 6 квітня 1997 (вік 24 роки)     | Шамальєр              | - Марина Журбер                |
| Велика Британія (GBR)            | Лора Ґаллаґер     | 26 березня 1989 (вік 32 роки)   | Бриджвотер            | - TBD                          |
| Велика Британія (GBR)            | Бріоні Пейдж      | 10 грудня 1990 (вік 30 років)   | Шеффілд               | - TBD                          |
| Японія (JPN)                     | Хікару Морі       | 7 липня 1999 (вік 22 роки)      | Токіо                 | - TBD                          |
| Японія (JPN)                     | Меґу Уяма         | 14 січня 1996 (вік 25 років)    | Канадзава             | - TBD                          |
| Мексика (MEX)                    | Дафне Наварро     | 30 січня 1996 (вік 25 років)    | Гвадалахара (Мексика) | - TBD                          |
| Нова Зеландія (NZL)              | Меделін Девідсон  | 8 січня 1999 (вік 22 роки)      | Крайстчерч            | - TBD                          |
| Олімпійський комітет Росії (ROC) | Сусана Кочесок    | 25 лютого 1995 (вік 26 років)   | Краснодар             | - TBD                          |
| Олімпійський комітет Росії (ROC) | Яна Лебедєва      | 19 грудня 2001 (вік 19 років)   | Санкт-Петербург       | - TBD                          |
| США (USA)                        | Ніколь Азінгер    | 12 травня 1998 (вік 23 роки)    | Сан-Дієго             | - Шарлотт Друрі - Сара Вебстер |

## Виноски
1. 1 2 3  Хуан, лань і Вен є замінами для неіменної квоти Лю Ян.
2. 1 2 3 4 5 6 7 8 9 10 11  Команди і атлети з Росії на літніх Олімпійських іграх 2020 змагатимуться під акронімом "ROC" через допінгові санкції щодо країни.[29]
3. ↑  Діаб є заміною для неіменної квоти Алека Йодера.[14]
4. ↑  Гонсалес одержав квоту Манріке Лардуета, коли той оголосив про завершення кар'єри.[16]
5. ↑  Йєссен дістав квоту Андрія Лиховицького, який знявся.[18]
6. ↑  Спочатку Феррарі здобула індивідуальну квоту, але потім у складі команди замінила Джорджію Віллу, яка травмувалась.[25]
7. ↑  Магістраті одержала квоту співвітчизниці Мартіни Домінічі, коли взятий у тої в червні тест на заборонений препарат виявився позитивним.[31]
8. ↑  Траукова одержала квоту Анастасії Алістратової, яка знялась.[32]
9. ↑  Раян одержала квоту Кім Су Йонг, коли Північна Корея знялась зі змагань.[34]
10. ↑  Морі одержала індивідуальну квоту Ванесси Феррарі, коли ту обрали до складу команди.[25]